# Dîvne, Simferopol
Dîvne (în ucraineană Дивне) este un sat în comuna Șîroke din raionul Simferopol, Republica Autonomă Crimeea, Ucraina.

## Demografie
Componența lingvistică a localității Dîvne
     Rusă (84,27%)
     Ucraineană (8,99%)
     Belarusă (3,37%)
     Tătară crimeeană (1,12%)
Conform recensământului din 2001, majoritatea populației localității Dîvne era vorbitoare de rusă (84,27%), existând în minoritate și vorbitori de ucraineană (8,99%), belarusă (3,37%) și tătară crimeeană (1,12%).